# 24 오라스 (필리핀의 텔레비전 프로그램)
《24 오라스》(필리핀어: 24 Oras→24 시간)는 2004년 3월 15일부터 현재까지 GMA 네트워크에서 방영중인 뉴스 프로그램이다.

## 진행 앵커

### 월요일부터 금요일까지
- 멜 티앙코 (2004년 ~ 현재)
- 마이크 엔리케스 (2004년 ~ 2022년)
- 비키 모랄레스 (2014년 ~ 현재)
- 에밀 수만길 (2023년 ~ 현재)

### 토요일과 일요일
- 피아 아르캔젤 (2010년 ~ 현재)
- 지기 마니카드 (2010년 ~ 2018년)
- 이반 메이리나 (2018년 ~ 현재)

## 같이 보기
- GMA 네트워크